# Sauclières
Sauclières är en kommun i departementet Aveyron i regionen Occitanien i södra Frankrike. Kommunen ligger  i kantonen Nant som ligger i arrondissementet Millau. År 2022 hade Sauclières 182 invånare.

## Befolkningsutveckling
Antalet invånare i kommunen Sauclières
Referens: INSEE